# Vreau să știu de ce am aripi
Vreau să știu de ce am aripi este un film românesc din 1984 regizat de Nicu Stan. Rolurile principale au fost interpretate de actorii Valeria Seciu, Ovidiu Iuliu Moldovan și Cosmin Șofron.

## Rezumat
Filmul „Vreau să știu de ce am aripi” prezintă povestea unei familii pe cale de destrămare, cu un aviator de cursă lungă, o femeie obosită cu de-ale vieții și un copil de 12 ani aflat la vârsta curiozității. Dan are 12 ani și e marcat de divorțul părinților și de absențele dese ale tatălui, căpitan de aviație. Tot sperând la o împăcare ca-n poveștile pe care i le citește bunica lui, copilul trece prin diverse stări sufletești, de la însingurare, la revoltă, încercând să găsească o noimă în comportamentul adulților.

## Distribuție
Distribuția filmului este alcătuită din:
- Valeria Seciu — Laura Ionescu, asistentă medicală, mama lui Dan
- Ovidiu Iuliu Moldovan — Victor Ionescu, comandant de aeronavă, tatăl lui Dan
- Cosmin Șofron — Dan, băiatul în vârstă de 12 ani al soților Ionescu, centrul înaintaș al echipei „Atomul”
- Olga Tudorache — bunica lui Dan, mama lui Victor, fostă profesoară de educație fizică
- Gheorghe Cozorici — medicul veterinar
- Rodica Tapalagă — tanti Ileana, sora Laurei
- Ștefan Sileanu — Marcu, dispecerul Tarom de la Constanța
- Cornel Revent — Baltariu, vecinul soților Ionescu care este deranjat de lătraturile câinelui
- Dumitru Palade — administratorul asociației de locatari, proprietarul unui automobil poluant
- Bogdan Gheorghiu — „Gumilastic”, antrenorul echipei de fotbal „Atomul”
- Radu Panamarenco — unchiul Gheza, fratele lui Victor
- Andrei Ionescu
- Ștefan Pisoschi
- Mihai Verbițchi — regizorul filmului
- Letiția Ionescu — fetița Lia, prietena lui Dan
- Andrei Ionescu — Sergiu Mardare, prietenul lui Dan, căpitanul echipei de fotbal „Atomul”
- Nina Rîureanu
- Cristina Popescu
- Ana Teodorescu
- Mihai Cociu
- Ruxandra Nicolescu
- Octavian Nițu
- Ion Stoișor
- Bobi Marcu
- Cristian Nicolae

## Primire
Filmul a fost vizionat de 1.258.609 spectatori în cinematografele din România, după cum atestă o situație a numărului de spectatori înregistrat de filmele românești de la data premierei și până la data de 31 decembrie 2014 alcătuită de Centrul Național al Cinematografiei.